# ألان كوفمان
ألان كوفمان (بالإنجليزية: Alan Kaufman)‏ هو كاتب أمريكي، ولد في 12 يناير 1952 في نيويورك في الولايات المتحدة.